# Fernsehsender Paul Nipkow
La Fernsehsender «Paul Nipkow» (en español, «Canal de televisión Paul Nipkow», también denominada Deutscher Fernseh-Rundfunk: Transmisora de Televisión Alemana) fue una cadena de televisión de la Alemania nazi, considerada históricamente la primera cadena de televisión pública del mundo. Estuvo en servicio entre 1935 y 1944, cuando cesó su emisiones en el contexto de la Segunda Guerra Mundial. La cadena, que tuvo su sede en Berlín, fue nombrada en honor a Paul Gottlieb Nipkow, el inventor del disco de Nipkow.

## Historia
Los servicios regulares de televisión comenzaron el 22 de marzo de 1935, en Berlín, por iniciativa de la Reichs-Rundfunk-Gesellschaft. Unas semanas después, el 29 de mayo, se anunció públicamente que la cadena sería nombrada «Paul Nipkow», en honor al ingeniero homónimo, considerado el padre espiritual de la televisión alemana. La famosa actriz alemana Else Elster fue una de las primeras locutoras de la cadena.
Durante el verano de 1936 los Juegos Olímpicos de Berlín fueron retransmitidos en directo por televisión, lo que supuso un hito, que incluyó la utilización de equipos móviles de televisión. Sin embargo, uno de sus principales problemas fue la carencia de aparatos televisores, la mayoría era de Telefunken, de los cuales existían muy pocas unidades en el mercado, lo que redujo considerablemente su público. La cadena mantuvo la emisión de un programa regular hasta el 26 de noviembre de 1943, cuando los estudios resultaron destruidos durante un bombardeo aliado. La Fernsehsender «Paul Nipkow» continuó su actividad hasta el otoño de 1944.
Después del colapso de Alemania Oriental en 1990, se descubrieron alrededor de 280 rollos de película de 35 mm de programas realizados por Fernsehsender Paul Nipkow. En los últimos años, gran parte de ese material se ha emitido en canales alemanes e internacionales. En Alemania, las imágenes redescubiertas se utilizaron por primera vez en el documental de 1996 Televisionen im Dritten Reich ("Televisiones en el Tercer Reich") realizado por WDR y NDR, así como en el documental de Michael Kloft de 1999 Das Fernsehen unter dem Hakenkreuz ("Televisión bajo la esvástica").